# تروو
تروو (انگلیسی: Trove) یک کتابخانهٔ برخط در استرالیاست که خدماتی از قبیل پایگاه تمام متن، تصویر رقومی و برگه‌دان برای محتوای غیردیجیتال ارائه می‌دهد.
تروو توسط کتابخانه ملی استرالیا میزبانی می‌شود و روزانه بیش از ۷۰٬۰۰۰ بازدیدکننده دارد.